# لوران برونيه
لوران برونيه (بالفرنسية: Laurent Brunet)‏ (و. 1967 – م) هو مصور سينمائي من فرنسا. ولد في فرنسا.

## وصلات خارجية
- لوران برونيه على موقع IMDb (الإنجليزية)
- لوران برونيه على موقع قاعدة بيانات الأفلام العربية
- لوران برونيه على موقع ألو سيني (الفرنسية)
- لوران برونيه على موقع أول موفي (الإنجليزية)
- لوران برونيه على موقع قاعدة بيانات الأفلام السويدية (السويدية)
- لوران برونيه على موقع قاعدة بيانات الفيلم (الإنجليزية)
- لوران برونيه على موقع كينوبويسك (الروسية)